# Düsseldorfer SV 04
Düsseldorfer SV 04 is een Duitse sportclub uit Düsseldorf, Noordrijn-Westfalen. De club is actief in voetbal, atletiek, tennis, kinderturnen, en fitness. Van 1905 tot 1919 was de voetbalafdeling actief op het hoogste niveau.

## Geschiedenis
De club werd opgericht in 1904 en sloot zich aan bij de West-Duitse voetbalbond. Vanaf 1905 ging de club in de Nederrijnse competitie spelen, die na één seizoen omgedoopt werd in Noordrijncompetitie. De eerste jaren speelde de club geen rol van betekenis. In 1908/09 trad de club voor het eerst op de voorgrond door tweede te eindigen achter FC 1894 München-Gladbach. In 1909 richtte de West-Duitse bond een nieuwe competitie in, de Zehnerliga met de tien sterkste teams uit drie competities, die ook nog wel bleven bestaan. Door de goede notering mocht ook SV 04 deelnemen. Echter bleek de competitie een maat te groot voor de club en DSV werd laatste en degradeerde uit de Zehnerliga en moest terug naar de Noordrijncompetitie. Deze was nu samen gegaan met de Bergse competitie en er waren twee reeksen. DSV werd groepswinnaar en verloor de finale om de titel van BV Barmen.
Na dit seizoen werden de clubs uit Düsseldorf overgeheveld naar de Zuidrijncompetitie. Na een middelmatig seizoen werd de club in 1912/13 tweede achter SC Union 05 Düsseldorf. De Zehnerliga werd na dit seizoen ontbonden en de clubs uit Düsseldorf speelden nu weer in de Noordrijncompetitie. Samen met Union 05 eindigde de club op de eerste plaats en won deze keer wel de finale om de titel. Hierdoor plaatste de club zich voor het eerst voor de West-Duitse eindronde. In een groepsfase met 5 clubs werd de club laatste. Door het uitbreken van de Eerste Wereldoorlog werd de Noordrijncompetitie in meerdere reeksen gesplitst en de club eindigde voornamelijk in de middenmoot. Na de oorlog kwam er weer een gewone competitie, waardoor de club zich echter niet plaatste. Ook in de volgende jaren slaagde de club er niet in te promoveren en zakte weg naar de lagere reeksen.

## Erelijst
Kampioen Noordrijn
1914